# Hylophora plaumanni
Hylophora plaumanni är en tvåvingeart som beskrevs av Borgmeier 1960. Hylophora plaumanni ingår i släktet Hylophora och familjen puckelflugor. Inga underarter finns listade i Catalogue of Life.